# Аксель-Хейберг
А́ксель-Хе́йберг (англ. Axel Heiberg Island, фр. Île Axel Heiberg, инуктитут ᐅᒥᖕᒪᑦ ᓄᓈᑦ Umingmat Nunaat) — крупный необитаемый остров на севере Канадского Арктического архипелага, один из самых северных островов Канады. Административно относится к региону Кикиктаалук территории Нунавут. Известен своими необычными ископаемыми лесами, которые датируются эоценовой эпохой.

## География

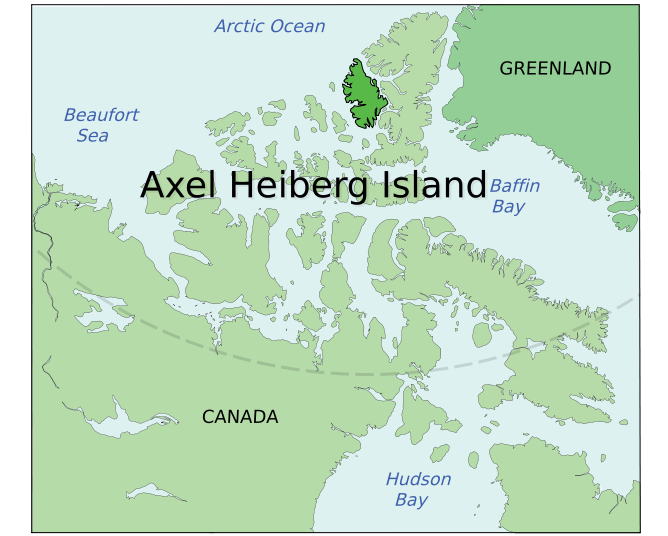
Аксель-Хейберг в Канадском Арктическом архипелаге

Аксель-Хейберг входит в группу островов Сведрупа, в свою очередь входящих в острова Королевы Елизаветы, расположенные на севере Канадского Арктического архипелага. Административно относится к региону Кикиктаалук территории Нунавут.
Остров лежит между 78° и 81° с. ш. и 96° и 85° з. д.. Один из самых северных островов Канады, отстоящий примерно на 1200 км от Северного полюса. С востока Аксель-Хейберг отделяют от острова Элсмир проливы Амундсен и Юрика, а на юго-западе его отделяют от островов Миен, Амунд-Рингнес и Корнуолл проливы Свердруп, Пири и Мэсси.

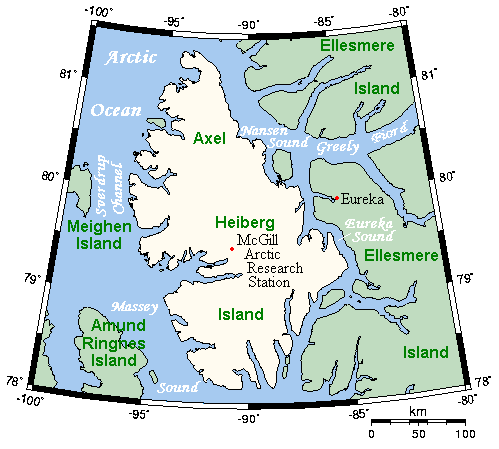
Карта острова Аксель-Хейберг

При ширине 20—100 миль (30—160 км), длине 370 км и площади 43 178 км², что примерно соответствует площади Швейцарии, это третий по размерам среди островов Королевы Елизаветы (после Элсмира и Девона) и крупнейший из островов Свердрупа. Остров занимает 32-е место по площади в мире и 7-е в Канаде. Длина береговой линии 3061 км. Контуры побережья заметно изрезаны крупными заливами (Канадская энциклопедия выделяет три — Уитсанди, Сэнд и Гуд-Фрайди, а сайт Canada’s Polar Environments — пять) и многочисленными фьордами (Canada’s Polar Environments насчитывает 15). На северо-восточной оконечности острова вдаётся в пролив Нансен полуостров Шей.

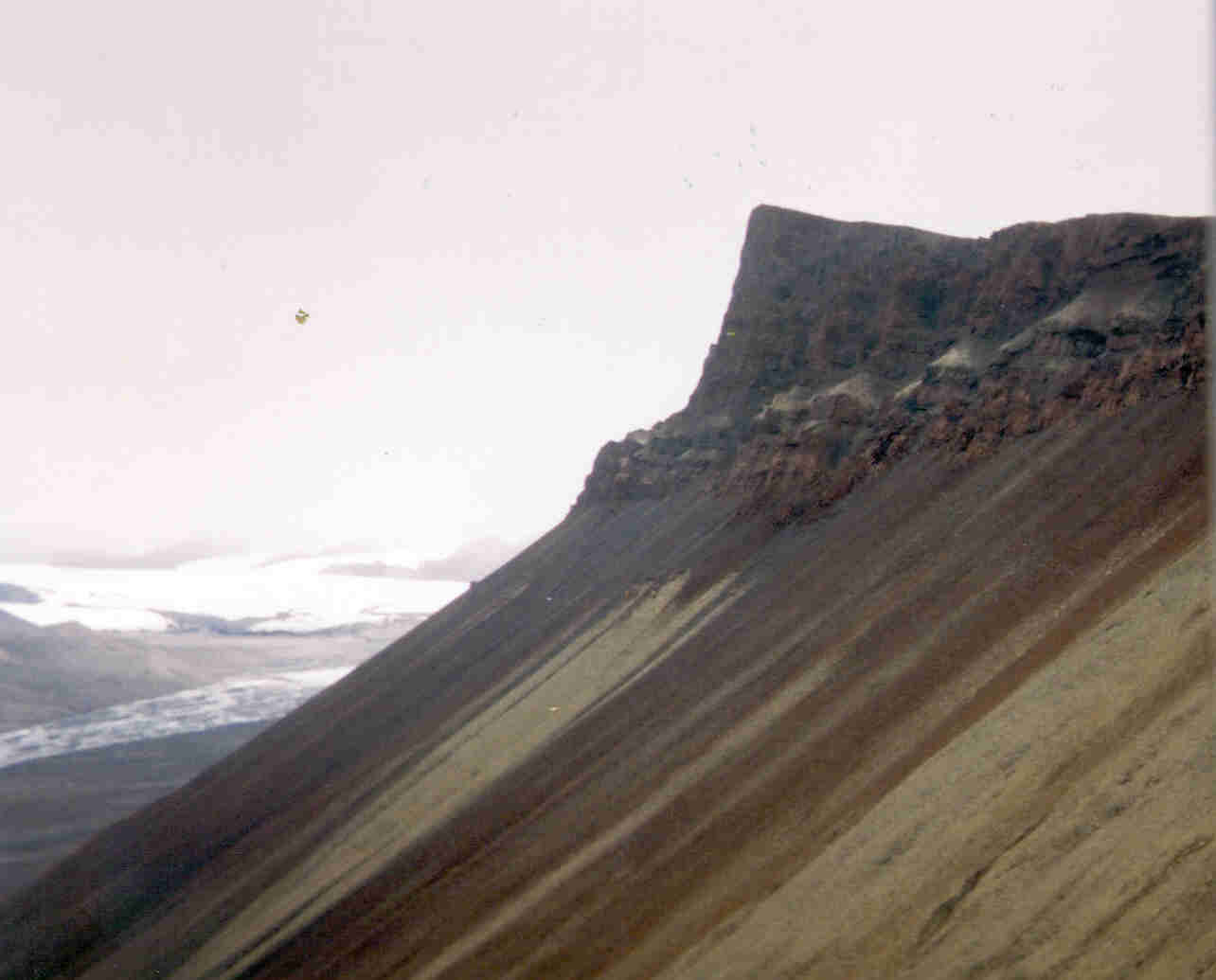
Базальтовая скала, остров Аксель-Хейберг

Наибольших высот рельеф острова достигает в районе хребта Принсесс-Маргарет, в который входит и высочайшая вершина Аксель-Хейберга, пик Аутлук (2210 м над уровнем моря). Примерно 35 % площади острова круглогодично покрыты льдом, включая две больших ледниковых шапки — Мюллер и Стейси. На территории ледника Мюллер, большего по площади и более северного из двух, расположен и пик Аутлук. Ледники, сползающие с южной ледниковой шапки, в основном движутся к Гласир-фьорду, где от них отделяются айсберги, уходящие затем в море. В Экспедишен-фьорд на западе острова впадают ледники Томпсон, Уайт, Бейби и Крузо, а также река Экспедишен с водосборного бассейна 800 км². Низменности севернее ледниковой шапки Мюллер постепенно повышаются по направлению к северному побережью острова, переходя в холмы конической формы. Северный берег высокий и обрывистый, образует крутые утёсы высотой до 650 м, известные как Чёрная стена (норв. Svartevæg, англ. Black Wall, фр. Mur noir, инуктитут ᕿᕐᓂᖅᑐᖅ ᐊᑭᓐᓇᖅ). Восточная часть острова постепенно понижается к побережью до уровня моря, хотя на юго-востоке также встречаются холмы.

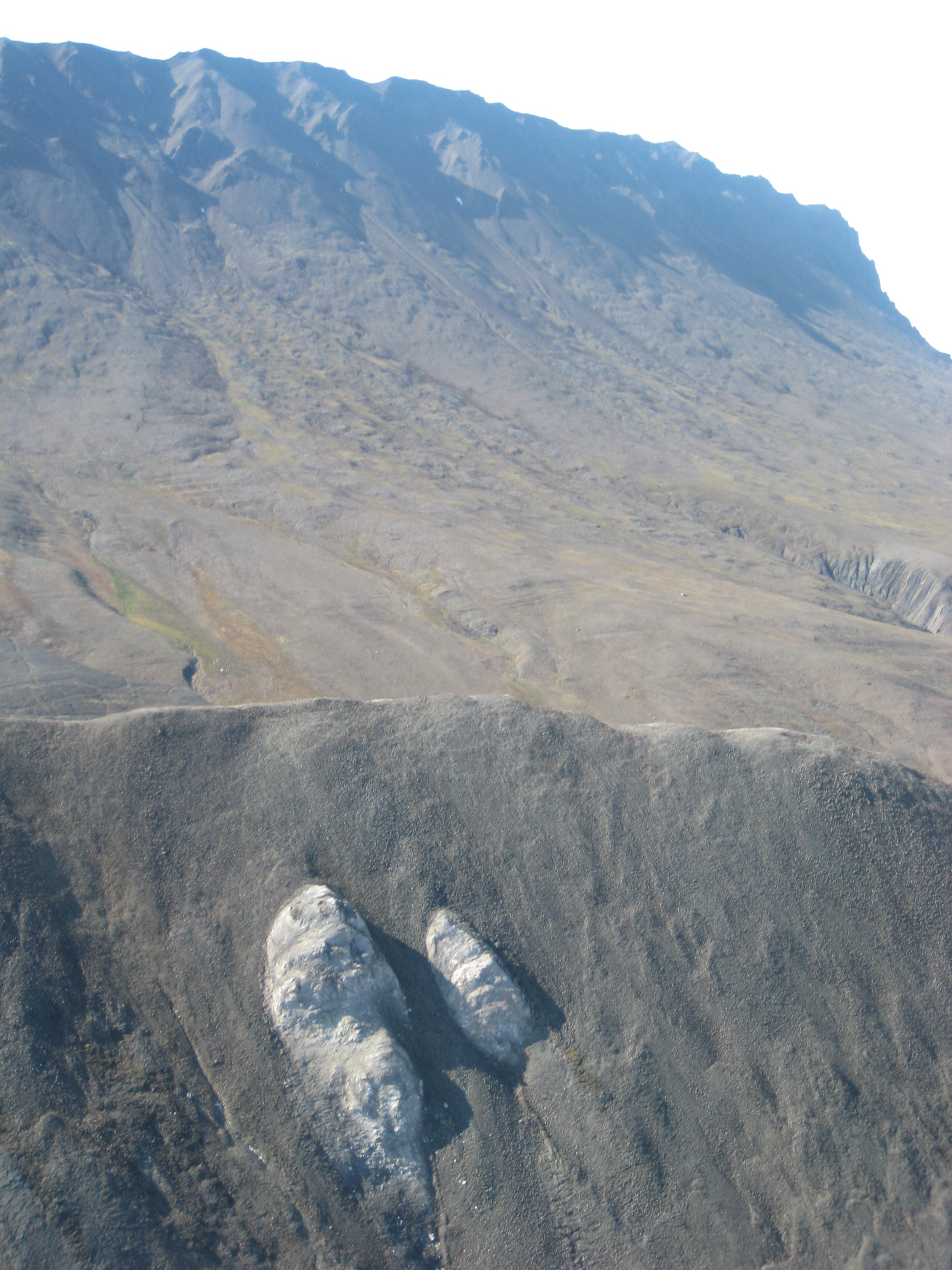
Соляной диапир, остров Аксель-Хейберг

С геологической точки зрения Аксель-Хайберг расположен в бассейне Свердрупа — осадочном бассейне размерами 1000×350 км, в который входит большая часть островов Королевы Елизаветы от Принс-Патрика до северного Элсмира. Осадочные породы в этом бассейне датируются периодом с 318 до 66 млн лет назад, и наибольшей толщины они достигают на Аксель-Хейберге. В низменных районах основные породы — мезозойские и третичные песчаники и глинистые сланцы, в горах северо-запада — складчатые мезозойские породы с незначительными магматическими интрузиями. Важным элементом геологии являются соляные отложения, образовавшиеся на раннем этапе существования бассейна Свердрупа в результате испарения морской воды. В результате горообразовательных процессов, сформировавших в том числе хребет Принсесс-Маргарет, в бассейне Свердрупа образовались соляные купола — диапиры. В общей сложности в бассейне насчитывается порядка 100 диапиров, из которых 46 приходится на территорию острова Аксель-Хейберг — самая высокая концентрация диапиров в мире, за исключением Ирана.
Климат полярно-пустынный, с сухой морозной зимой и прохладным летом. Расположенная на острове Элсмир неподалёку от Аксель-Хейберга метеорологическая станция «Юрика» определяет среднегодичную температуру воздуха в этом районе в −19,7 °C, температуру февраля в −38,5 °C (в феврале 1973 года на станции «Юрика» зафиксирована среднемесячная температура −47,9 °C — самая низкая в Канаде) и температуру июля в 5,4 °C. Среднегодовая норма осадков, по данным станции, 68 мм, с пиком в летние месяцы. В то же время краткосрочные замеры температур и объёма осадков на самом Аксель-Хейберге показывают, что климат острова может быть теплее на несколько градусов, а годичная норма осадков несколько выше. В особенности это касается горных районов: исследования снежного покрова вблизи от высшей точки ледниковой шапки Мюллер указывают на средний объём осадков в 370 мм на протяжении 41 года.

## Растительность и животный мир
Бо́льшая часть острова входит в североамериканский экологический регион, определяемый Всемирным фондом дикой природы как полярная тундра. Преобладающие почвы — перемешанные и статичные регосолы (слаборазвитые почвы на рыхлых породах). Под верхним слоем почвы залегает сплошная вечная мерзлота толщиной от 400 до 600 м.
Кустарники и травянистая растительность, характерные для арктической пустыни, покрывают только отдельные участки территории Аксель-Хейберга из непокрытых ледниками, остальная поверхность остаётся голой. Растительность в основном представлена мхами (в горных районах также лишайниками) и некоторыми холодостойкими сосудистыми растениями. В горах на северо-западе Аксель-Хейберга это осоковые и пушица, реже ива арктическая и разные виды дриад, в более низких районах (экорегион холмов Юрика) — также камнеломка супротивнолистая, мак полярный и кобрезия.
По всей территории острова распространён арктический беляк, а в низменных районах часто встречаются овцебыки. Более редкими представителями наземной фауны являются карибу Пири, волки, песцы и лемминги (в прибрежных районах также белый медведь, а у побережья тюлени). На острове обитают также несколько видов птиц, включая малых поморников (Stercorarius), гусей, полярную крачку, белую куропатку, пуночку, глупыша, тундряную чечётку, гагу-гребенушку и ржанок.

## Палеонтология

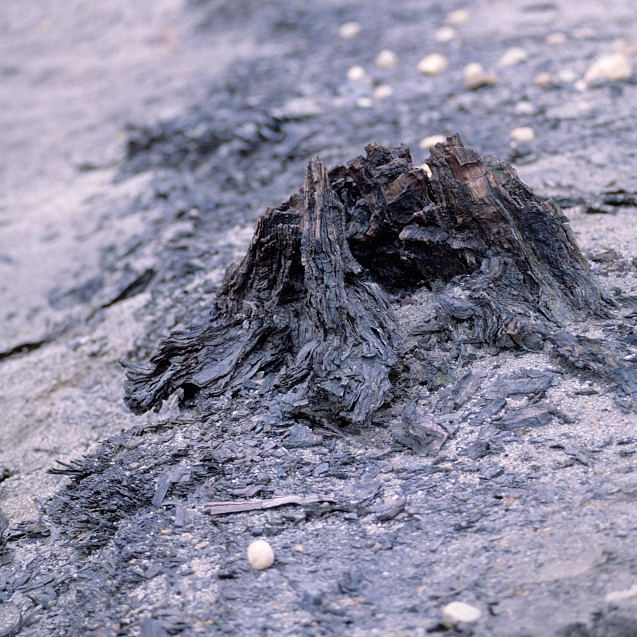
Мумифицированый пень метасеквойи, остров Аксель-Хейберг

В 1985 году на востоке острове был найден Ископаемый лес — большое количество древесных пней, возраст которых оценивается более чем в 45 миллионов лет. Деревья Ископаемого леса не превратились в окаменелости, сохранив в неприкосновенности своё органическое вещество, и предоставляют учёным возможность изучить древнюю экосистему, к которой они принадлежали. На основании ископаемых остатков делается вывод, что лес Аксель-Хейберга был водно-болотным лесом в высоких широтах. Климат в регионе в этот период был намного более мягким; среди деревьев Ископаемого леса чаще всего встречается метасеквойя, однако найдены также лиственница, ель, сосна, платан западный и болотница сладкая.
В конце 1990-х годов на Аксель-Хейберге возле Мокка-фьорда обнаружены остатки животных, характерных для субтропического климата — аллигатора и черепахи, а в Ископаемом лесу — окаменелые фрагменты зубов бронтотерия — гигантского ископаемого носорогоподобного травоядного. На острове также найден голотип аммонита Otoceras gracile в отложениях грисбахского яруса (ранний триасовый период).

## История
Хотя в исторический период остров остаётся незаселённым (ближайшее поселение, Грис-Фьорд, расположено на юге острова Элсмир), в прошлом на нём обитали инуиты. В 1970-е годы на Аксель-Хейберге также найдены следы стоянок, относящихся к протоэскимосской дорсетской культуре.
Первыми европейцами, наблюдавшими остров, были участники норвежской арктической экспедиции по руководством Отто Свердрупа. Это произошло в конце апреля 1899 года; позже остров назван в честь норвежского мецената Акселя Хейберга — одного из трёх основных спонсоров экспедиции. Норвегия претендовала на остров до 1930 года.
Первая высадка экспедиции Свердрупа на остров состоялась на мысе Саутуэст 11 апреля 1900 года. В этом и следующем годах были предприняты две неудачных попытки доказать, что открытая земля является островом, но только в 1902 году, когда Свердруп поднялся по проливу Нансена до 81°40' северной широты, так и не обнаружив перемычки между Аксель-Хейбергом и Элсмиром, этот тезис посчитали доказанным. Поскольку первичное обследование побережья Аксель-Хейберга проходило в дни Пасхи, некоторые топографические объекты на побережье (залив Гуд-Фрайди — «Страстная пятница» — и мыс Монди-Терсди — «Великий четверг») носят соответствующие названия.
26 июня 1906 года на мысе Томас-Хаббард на севере острова высадился Роберт Пири, утверждавший, что наблюдал с него лежащую в северо-западном направлении Землю Крокера. Два года спустя, 18 марта 1908 года, с самой северной точки Аксель-Хейберга, мыса Свартевег (ныне мыс Столлуэрти), начал свой путь к Северному полюсу Фредерик Кук, а с мыса Томас-Хаббард в 1914 году вышла в поисках Земли Крокера экспедиция Дональда Макмиллана. В середине 1920-х годов американец Макмиллан планировал создать на острове постоянную базу для поисков земель в Северном Ледовитом океане. Эти планы вызвали беспокойство правительства Канады, в ответ направившего в 1926 и 1929 годах на Аксель-Хейберг патрули Королевской канадской конной полиции. Дальнейшие канадские исследования острова проводились в 1932, 1938 и 1940 годах. Систематические исследования Аксель-Хейберга начались с 1955 года, когда Канадой была предпринята геологическая разведка острова в рамках операции «Франклин». С 1959 по 1962 год в Экпедишен-фьорде постоянно действовала полевая научно-исследовательская станция Университета Макгилла, в дальнейшем продолжающая работу в летние месяцы. В 1972 году на Аксель-Хейберг была направлена горная экспедиция из Великобритании. Члены экспедиции покорили 48 вершин к востоку от Мидл-фьорда, а также вели ботанические и зоологические изыскания.
В XXI веке остров является частью Канады, и на нём действуют канадские научно-исследовательские станции. Станция в Экспедишен-фьорде, известная как McGill Arctic Research Station (MARS), занимается, в частности, изучением ледника Уайт, избранного в качестве типового в рамках Рамочной конвенции ООН об изменении климата. С 2007 года на острове начала работу ещё одна исследовательская станция, управляемая Канадским космическим агентством (CSA). Станция CSA также расположена рядом с Экспедишен-фьордом, на 10 км западнее станции MARS, и использует сухой холодный климат Аксель-Хейберга для наблюдения за планетой Марс.